# Aguanqueterique (kommun)
Aguanqueterique är en kommun i Honduras.   Den ligger i departementet Departamento de La Paz, i den sydvästra delen av landet, 50 km väster om huvudstaden Tegucigalpa. Antalet invånare är 4 643.